# Potres u Zagrebu 1880.
Potres u Zagrebu 1880., poznat i kao Veliki potres u Zagrebu, bio je jačine 8 stupnjeva Mercallijeve, i 6,3 stupnja  Richterove ljestvice, s epicentrom na području Medvednice. Razorio je brojne zagrebačke zgrade, mnoštvo stanovništva pobjeglo je ili se iselilo u Beč, Graz, Maribor, Celje, Ljubljanu i Trst, dvoje ljudi je poginulo (litograf Stanić i bankovni službenik Lavoslav Smetana), a 29 ih je teško ozlijeđeno.
Potres se dogodio u utorak 9. studenoga 1880. u 7 sati, 33 minute i 50 sekundi, prema podatcima meteorološke postaje u Zagrebu. U prva 24 sata nakon potresa na zagrebačkom je Glavnom kolodvoru izdano 3800 putničkih karata. Nakon najvećega udara, slijedilo je nekoliko potresa slabijeg intenziteta. Do travnja 1881. godine zabilježeno je 185 podrhtavanja tla. Stanovnici čije su kuće bile oštećene, smješteni su u za to izgrađene barake na području Zrinjevca i današnje Klaićeve ulice. Kako bi se mogao nositi s posljedicama potresa, grad je ustanovio posebno povjerenstvo koje je u svome izvješću zapisalo:
Seizmolog Marijan Herak tvrdi da se tadašnja materijalna šteta može usporediti s 50 milijuna kruna, koliko je iznosila polovica tadašnjeg godišnjeg državnog proračuna. Car i kralj Franjo Josip donirao je tom prilikom 20 000 forinti, što je bilo dovoljno za obnovu nekoliko kuća. Novčana pomoć unesrećenim stizala je iz cijele Europe. Najveći dio prilog uplaćen je na području Austro-Ugarske, no sredstva su skupljena i u Kopenhagenu, Istanbulu, Cardiffu, Londonu, Parizu, Bernu, Sofiji, Aleksandriji, a pomoć je poslao i papa Lav XIII.
Usprkos velikim štetama sanacija većine građevina u Zagrebu dovršena je prije Božića 1880. godine. Iznimku su predstavljale crkve i pojedine javne građevine koje će se obnavljati sljedećih nekoliko godina.
Stara zagrebačka katedrala pretrpjela je tolike štete da je bila potrebna temeljita obnova. Potres je srušio svodove u katedrali, zdrobio oltare, probio pod i oštetio zvonik. Obnova je trajala do 1906. pod vodstvom graditelja Hermanna Bolléa iz Kölna. Slično je bilo i s crkvom sv. Franje na Kaptolu i s crkvom Majke Božje Remetske koja je bila blizu epicentra potresa pa je iznimno jako stradala. Arkade na zagrebačkom Mirogoju, koje su se u to vrijeme tek počele graditi, gotovo uopće nisu bile oštećene što je predstavljalo svojevrstan dokaz kvalitete rada njihova arhitekta Hermana Bolléa. U potresu je oštećena i župna crkva Blažene Djevice Marije od Sedam Žalosti u Velikomu Trgovišću.
Ipak, potres je potakao i veliku obnovu grada. Uz obnovu katedrale, koja će odsada biti njegovim zaštitnim znakom, Zagreb dobiva i brojne nove palače, parkove i fontane.

## Zanimljivosti
- Dok je velik broj Zagrepčana, koji su si to mogli priuštiti, otišao u ostale gradove Monarhije, siromašniji su ostali pomagati pri saniranju ruševina, kako bi barem neki mogli pod krovom dočekati zimu. Među njima je bio i August Šenoa. On je kao gradski senator pomagao unesrećenim ljudima te je po hladnoći obolio od upale pluća. Zbog komplikacija i krhka zdravlja umro je 1881.
- Zagrebački Veliki potres doživio je i Đuro Pilar, a to ga je potaklo na proučavanje seizmologije, što je dovelo do njegova djela o tekućoj Zemljinoj unutrašnjosti i tankoj čvrstoj kori.
- U Krakovu je za stradalnike potresa izdana knjiga Krakov Zagrebu[7], a u Lavovu knjiga Za Zagreb. Prihod od prodaje tih djela uručen je zagrebačkom gradonačelniku 1881. godine.
- Hrvatska akademija znanosti i umjetnosti angažirala je fotografa Ivana Standla na fotografiranju oštećenih građevina u Zagrebu i okolici.[8]

## U književnosti
Višnja Stahuljak o potresu je objavila povijesni roman Potres.

## Vanjske poveznice
- Potres u Zagrebu 1880. godine i izgradnja nakon potresa Muzej grada Zagreba